# Brigitte Gabriel

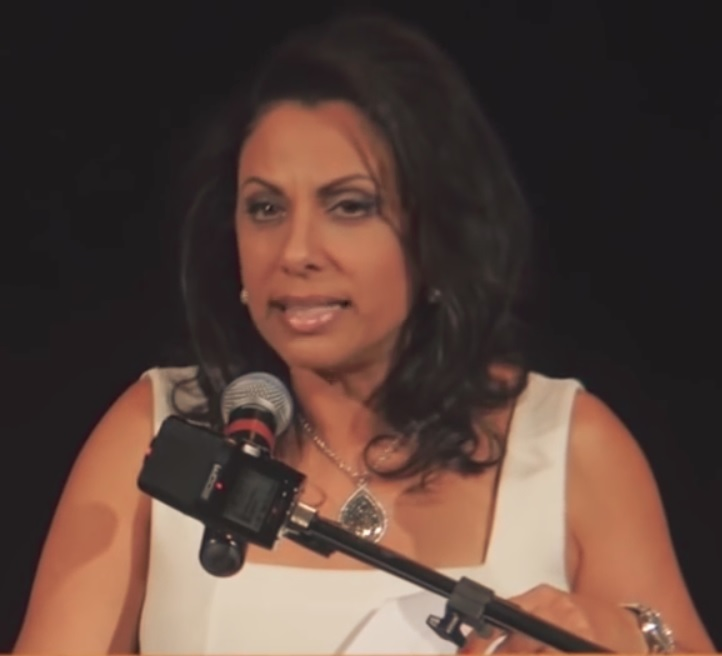
Brigitte Gabriel, 2016

Brigitte Gabriel (* 21. Oktober 1964 in Marjayoun als Hanan Qahwaji; arabisch حنان قهوجي; Pseudonym: Nour Seman) ist eine libanesisch-amerikanische Journalistin, Autorin und Gründerin zweier Organisationen (American Congress of Truth und ACT! for America), die als Islamkritikerin bekannt geworden ist. Sie lebt in Virginia Beach, Virginia.

## Leben
Brigitte Gabriel wurde im libanesischen Distrikt Marjoyoun als einziges Kind eines syrisch-maronitischen Paares geboren. Sie erinnert sich daran, dass während des libanesischen Bürgerkrieges islamische Militante einen Angriff auf eine libanesische Militärbasis nahe ihrem Familienhaus starteten und es schließlich zerstörten. Gabriel, die damals zehn Jahre alt war, wurde bei einem bewaffneten Angriff von einem Schrapnellgeschoss verletzt. Sie sagt, dass sie und ihre Eltern dazu gezwungen waren, für sieben Jahre im Untergrund zu leben und alles, was ihnen blieb, ein 2,4 × 3 m großer Luftschutzbunker mit nur einer kleinen Kerosinheizung gewesen war, ohne Sanitäranlagen, ohne Strom und fließendem Wasser und nur sehr wenig zu essen. Sie behauptet ferner, dass sie, um Wasser zu holen, durch einen Straßenrandgraben habe kriechen müssen, um sich vor islamistischen Scharfschützen zu schützen.
Im Frühjahr 1978 veranlasste eine Bombenexplosion, dass sie und ihre Eltern zwei Tage lang in einem Tierheim eingesperrt waren. Sie wurden schließlich von drei christlichen Milizkämpfern gerettet. Einer ihrer Befreier wurde später durch eine Landmine getötet.
Gabriel schreibt, dass im Jahr 1978 ein Fremder ihre Familie vor einem drohenden Angriff durch islamistische Milizen auf alle Christen warnte. Ihr Leben sei dadurch gerettet worden, als die israelische Armee im Zuge der Operation Litani in den Libanon eindrang. Später, als ihre Mutter schwer verletzt in ein israelisches Krankenhaus gebracht wurde, war Gabriel von der Menschlichkeit überrascht, die von den Israelis gezeigt wurde und die so ganz im Gegensatz zur ständigen Propaganda gegen Israelis stand, der sie in ihrer Kindheit ausgesetzt war. Sie wird mit ihren Erlebnissen wie folgt zitiert:

„Ich war erstaunt, dass die Israelis die palästinensischen und muslimischen Bewaffneten medizinisch versorgten … Diese Palästinenser und Muslime waren eingeschworene, tödliche Feinde, die sich der Zerstörung Israels und dem Abschlachten von Juden widmeten. Dennoch arbeiteten israelische Ärzte und Krankenschwestern fieberhaft daran, ihr Leben zu retten. Jeder Patient wurde ausschließlich nach der Art seiner Verletzung behandelt. Der Arzt behandelte meine Mutter, bevor er einen israelischen Soldaten behandelte, der neben ihr lag, weil ihre Verletzung schwerer war als seine. Die Israelis sahen keine Religion, politische Zugehörigkeit oder Nationalität. Sie sahen nur Menschen in Not, und sie halfen.“

## Karriere

### Schullaufbahn
Nach dem High-School-Abschluss schloss Gabriel 1984 bei der Young Women’s Christian Association (YWCA) einen einjährigen BWL-Kurs ab.

### Karriere als Journalistin
Unter ihrem Pseudonym „Nour Seman“ war Gabriel als Nachrichtenmoderatorin für die Sendung World News tätig, eine arabischsprachige Spätnachrichtensendung von Middle East Television, die damals von Pat Robertsons christlichem Rundfunknetz betrieben wurde, um dessen politisch konservativen, pfingstlichen Glauben im Nahen Osten zu verbreiten. Ausgestrahlt nach Israel, Ägypten, Syrien, Jordanien und in den Libanon berichtete Gabriel über den israelischen Rückzug aus Zentral-Libanon, aus der israelischen Sicherheitszone (besetztes Südlibanon) und aus den palästinensischen Aufstandsgebieten im Westjordanland und im Gazastreifen. Sie zog schließlich nach Israel, ehe sie 1989 in die USA auswanderte.

### ACT! for America
Ihre Organisation ACT! for America wurde von der New York Times folgendermaßen dargestellt: „Die Organisation lässt sich in drei ziemlich religiöse und ideologische Strömungen in der amerikanischen Politik unterteilen: Evangelisch-christliche Konservative, harte Verteidiger von Israel (sowohl Juden als auch Christen) und Tea-Party-Republikaner“. Der Washington Post zufolge gab die Organisation „als ‚ersten Erfolg‘ ihre Kampagne an, 2008 eine islamische Schule in Minnesota zu schließen.“

### Donald Trump
Im Februar 2017 sagte sie, dass sie für eine „nationale Sicherheitserörterung“ im Weißen Haus zur Verfügung stehe. Im März 2017 war sie Teilnehmerin eines Arbeitstreffens im Weißen Haus.

## Positionen

### Kritik am Islam
2009 bewertete Gabriel den Islam als „gewalt- und intoleranzfördernd“ und dass „moderate Muslime die aufgeklärten, gebildeten und verwestlichten Muslime in der Gemeinde organisieren und engagieren müssten, um einen Dialog zu beginnen, der die Möglichkeit einer Reform im Islam diskutiert, ähnlich wie das Christentum und das Judentum reformiert wurden.“ Für sie existiere eine „Krankheit namens Islamfaschismus“, die die muslimische Welt durchdringe und in der das „Extreme die Hauptströmung“ sei. Im Juni 2014 sagte Gabriel, dass „die Radikalen schätzungsweise zwischen 15 und 25 Prozent“ weltweit ausmachen würden. In einem Interview mit der Zeitung Australian Jewish News meinte sie, dass „ein praktizierender Muslim, der die Lehren des Korans aufrechterhält – was nicht so einfach ist –, ein praktizierender Muslim, der jeden Freitag in die Moschee geht, fünfmal am Tag betet, der glaubt, dass der Koran das Wort Gottes ist und glaubt, dass Mohammed der perfekte Mann ist...“, ein radikaler Muslim sei.

### Nahostkonflikt
In einer Rede, gesponsert von der ständigen UN-Vertretung von Palau und der Aja Eze Foundation, sagte Gabriel, dass sie Israel als Vorhut im Kampf der Welt gegen den islamistischen Terrorismus betrachte und der gleichzusetzen sei mit Israels Kampf gegen Hamas und Hisbollah und mit dem Kampf der Welt gegen den Islamischen Staat. In Bezug auf die Zweistaatenlösung kommt Gabriel zu dem Schluss: „Israel zu zwingen, eine Zwei-Staaten-Lösung zu akzeptieren, wird nicht funktionieren, es sei denn, die Palästinenser wären zuerst gezwungen, ihr Handeln aufzugeben, den Hass aus ihren Schulbüchern zu beseitigen, ihre Leute Toleranz zu lehren und die Hinnahme von Israel und Juden als Nachbarn zu verkünden.“

## Kritik
BuzzFeed News beschrieb sie als „die einflussreichste Anführerin in Amerikas zunehmend einflussreicher Anti-Islam-Lobby.“[32] Die Washington Post beschreibt ihre beiden Bücher als „alarmistische Traktate über den Islam“. Beinart beschrieb sie als „Amerikas prominenteste Anti-Islam-Lobby“. -Muslimischer Aktivist."
Stephen Lee, ein Publizist bei St. Martin's Press für Gabriels zweites Buch, nannte ihre Ansichten „extrem“[33] und Deborah Solomon vom New York Times Magazine, die Gabriel im August 2008 interviewte, beschrieb sie als „radikale Islamophobe“. ". Laut Clark Hoyt von der New York Times schrieben in den folgenden Tagen über 250 Menschen, um gegen dieses Etikett zu protestieren. Hussein Ibish, Senior Resident Scholar am Arab Gulf States Institute in Washington, sagte, dass ihre „Agenda reiner, unverfälschter Hass ist“ und dass sie „einen pathologischen Hass auf Muslime und andere Araber“ habe. Gabriel hat dies bestritten, denn sie glaubt eben nicht, dass alle Muslime das Problem seien.

## Werke
- Because They Hate: A Survivor of Islamic Terror Warns America (2008)
- They Must Be Stopped: Why We Must Defeat Radical Islam and How We Can Do It (2008)